# Mistrzostwa Europy w Szermierce 2000
Mistrzostwa Europy w Szermierce 2000 – 13. edycja mistrzostw odbyła się w portugalskim mieście Funchal w 2000 roku.

## Klasyfikacja medalowa
| Lp. | Państwo     | złoto | srebro | brąz | Razem |
| --- | ----------- | ----- | ------ | ---- | ----- |
| 1   | Rosja       | 5     | 2      | 3    | 10    |
| 2   | Francja     | 2     | 1      | 1    | 4     |
| 3   | Polska      | 1     | 1      | 2    | 4     |
| 4   | Hiszpania   | 1     | 1      | 1    | 3     |
| 5   | Włochy      | 1     | –      | 3    | 4     |
| 6   | Portugalia  | 1     | –      | 1    | 2     |
| 7   | Szwajcaria  | 1     | –      | –    | 1     |
| 8   | Rumunia     | –     | 2      | –    | 2     |
| 9   | Niemcy      | –     | 1      | 2    | 3     |
| –   | Węgry       | –     | 1      | 2    | 3     |
| 11  | Austria     | –     | 1      | 1    | 2     |
| 12  | Białoruś    | –     | 1      | –    | 1     |
| –   | Estonia     | –     | 1      | –    | 1     |
| 14  | Azerbejdżan | –     | –      | 1    | 1     |
| –   | Ukraina     | –     | –      | 1    | 1     |

## Medaliści

### Mężczyźni
| Złoto                                                                                   | Srebro                                                                               | Brąz                                                                                     |
| Floret                                                                                  |                                                                                      |                                                                                          |
| Salvatore Sanzo                                                                         | Johannes Krüger                                                                      | Loïc Attely João Gomes                                                                   |
| Portugalia · Hugo Miranda · João Gomes · Alvaro Monteiro · Marco Gonçalves              | Austria · Joachim Wendt · Michael Ludwig · Marco Falchetto · Gerd Salbrechter        | Włochy · Daniele Crosta · Gabriele Magni · Salvatore Sanzo · Matteo Zennaro              |
| Szpada                                                                                  |                                                                                      |                                                                                          |
| Pawieł Kołobkow                                                                         | Kaido Kaaberma                                                                       | Krisztián Kulcsár Christoph Marik                                                        |
| Francja · Frantz Philippe · Rémy Delhomme · Benoît Janvier · Cédric Pillac              | Hiszpania · Eduardo Sepúlveda · José Luis Abajo · Roberto Cantero · Miguel Gómez     | Niemcy · Sven Schmid · Oliver Lücke · Fabian Schmidt · Patrick Draenert                  |
| Szabla                                                                                  |                                                                                      |                                                                                          |
| Siergiej Szarikow                                                                       | Aleksiej Frosin                                                                      | Fernando Casares Stanisław Pozdniakow                                                    |
| Rosja · Siergiej Szarikow · Aleksiej Frosin · Stanisław Pozdniakow · Aleksandr Szyrszow | Białoruś · Iwan Filimonow · Alaksandr Surimto · Dzmitryj Łapkies · Dzianis Stiepanow | Ukraina · Wołodymyr Łukaszenko · Wołodymyr Chrytsik · Wołodymyr Kałużnyj · Wadym Hutcajt |

### Kobiety
| Złoto                                                                                | Srebro                                                                           | Brąz                                                                                  |
| Floret                                                                               |                                                                                  |                                                                                       |
| Sylwia Gruchała                                                                      | Reka Szabo                                                                       | Biełła Nusujewa Jekatierina Juszewa                                                   |
| Rosja · Jekatierina Juszewa · Swietłana Bojko · Olga Szarkowa · Biełła Nusujewa      | Rumunia · Roxana Scarlat · Reka Szabo · Laura Badea · Claudia Vanţă              | Polska · Sylwia Gruchała · Barbara Wolnicka · Małgorzata Wojtkowiak · Alicja Kryczało |
| Szpada                                                                               |                                                                                  |                                                                                       |
| Rosa María Castillejo                                                                | Olga Cygan                                                                       | Hajnalka Kiraly Monika Maciejewska                                                    |
| Szwajcaria · Sophie Lamon · Diana Romagnoli · Gianna Hablützel-Bürki · Tabea Steffen | Węgry · Hajnalka Kiraly · Adrienn Hormay · Hajnalka Tóth · Renata Fodor          | Niemcy · Marijana Markovic · Isabel Haamel · Patricia Osyczka · Kathrin Holz          |
| Szabla                                                                               |                                                                                  |                                                                                       |
| Anne-Lise Touya                                                                      | Jelena Nieczajewa                                                                | Gioia Marzocca Jelena Żemajewa                                                        |
| Rosja · Jelizawieta Gorst · Irina Bażenowa · Natalja Makiejewa · Jelena Nieczajewa   | Francja · Anne-Lise Touya · Cécile Argiolas · Magali Carrier · Ève Pouteil-Noble | Włochy · Ilaria Bianco · Anna Ferraro · Gioia Marzocca · Alessia Tognolli             |